# Agrostis inconspicua
Agrostis inconspicua é uma espécie de gramínea do gênero Agrostis, pertencente à família Poaceae.